# Doliornis remseni
Doliornis remseni е вид птица от семейство Cotingidae. Видът е световно застрашен, със статут Уязвим.

## Разпространение
Видът е разпространен в Колумбия и Еквадор.